# Правителі гунів

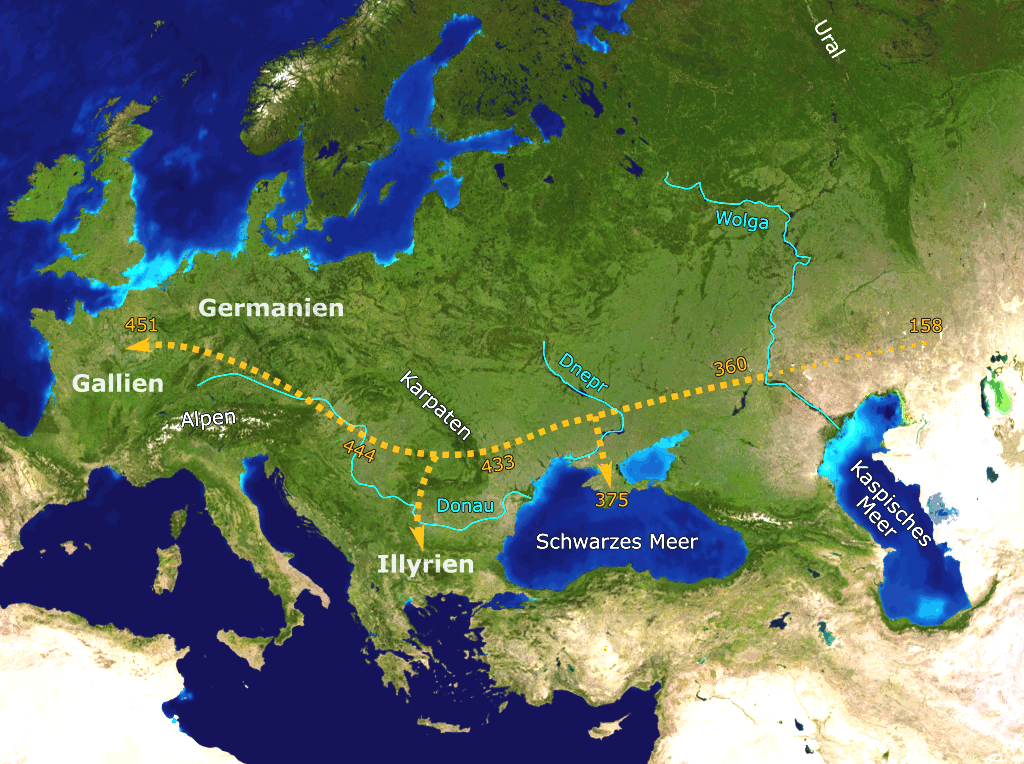
Мапа просування гунів..

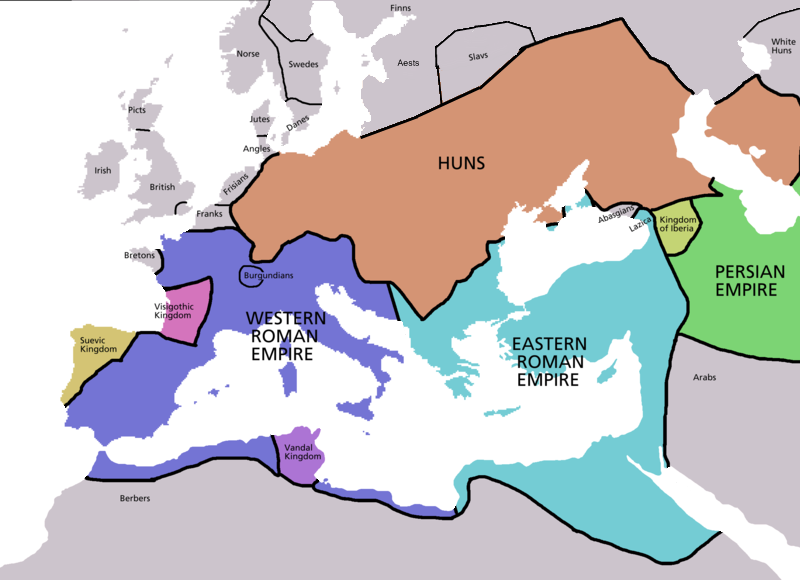
Європа близько 450 р. н. е.

Список гунських правителів
- 360–378 — Баламир
- 378–390 — Балтазар
- 390–410 — Улдін (князь західних гунів)
- 390–412 — Донат або Дано (князь східних Гунів, Чорного моря та його околиць)
- 412–422 — Харатон (Каратон)
- 422–432 — Октар
- 432–434 — Руа (Ругіла)
- 434 — Мундзук
- 434–445 — Бледа або Владо
- 434–453 — Аттіла
  - 450 — Мамас
- 453–454 — Елак
  - 457 — Тулділа
- 455–469 — Денгизих
- 469–503 — Ернак (Хернак)
- 503–520 — Утигур (князь утигурів)
- 503- ? — Козаріг (князь кутригурів)
- 540–551 — Кініалон
  - після 551 — Сініон
  - 550–562 — Заберхан

Правителі європейських аварів
- 554–559 — Кандік
  - 559–562 — Заберхан
- 562–602 — Баян І
- 602–617 — Баян ІІ
  - 617–630 — Органа

Правителі оногурів
- - 490 — Диураш
- 500–505 — Татра (під владою аварів)
- 520–528 — Грод, Грода
- 528–530 — Мугел
- 530–558 — Санділ
- 584–600 — Худбард
- 617–630 — Органа
- 628–632 — Гостун
- 632–668 — Кубрат
- 668–672 — Батбаян
- 670 — Кубер